# Campionati del mondo di ciclismo su pista 2018 - Velocità a squadre maschile
La gara a squadre di velocità maschile ai Campionati del mondo di ciclismo su pista 2018 si è svolta il 28 febbraio 2018.

## Risultati

### Qualificazioni
I migliori otto tempi si qualificano per il primo turno.
| Posizione | Atleti                                                                | Tempo  | Gap    | Note |
| --------- | --------------------------------------------------------------------- | ------ | ------ | ---- |
| 1         | Paesi Bassi Nils van 't Hoenderdaal Harrie Lavreysen Jeffrey Hoogland | 42.869 |        | Q    |
| 2         | Francia François Pervis Sébastien Vigier Quentin Lafargue             | 43.389 | +0,520 | Q    |
| 3         | Germania Robert Förstemann Maximilian Levy Joachim Eilers             | 43.452 | +0.583 | Q    |
| 4         | Regno Unito Jack Carlin Ryan Owens Joseph Truman                      | 43.553 | +0.684 | Q    |
| 5         | Nuova Zelanda Ethan Mitchell Sam Webster Eddie Dawkins                | 43.736 | +0.867 | Q    |
| 6         | Russia Alexander Sharapov Pavel Yakushevskiy Aleksandr Dubchenko      | 43.905 | +1.036 | Q    |
| 7         | Giappone Kazuki Amagai Yudai Nitta Kazunari Watanabe                  | 44.240 | +1.371 | Q    |
| 8         | Rep. Ceca Pavel Kelemen Martin Čechman Robin Wagner                   | 44.410 | +1.541 | Q    |
| 9         | Cina Li Jianxin Luo Yongjia Bi Wenjun                                 | 44.524 | +1.655 |      |
| 10        | Spagna Alejandro Martínez Juan Peralta José Moreno Sánchez            | 44.665 | +1.796 |      |
| 11        | Colombia Kevin Quintero Ruben Murillo Santiago Ramírez                | 45.137 | +2.268 |      |
| 12        | Bielorussia Yauhen Veramchuk Artsiom Zaitsau Uladzislau Novik         | 45.227 | +2.358 |      |
| 13        | Polonia Rafał Sarnecki Mateusz Rudyk Krzysztof Maksel                 | DSQ    |        |      |

### Primo turno
I vincitori della terza e della quarta batteria si qualificano per la finale per l'oro, i migliori due tempi non qualificati per la finale per l'oro in tutte le altre batterie si qualificheranno per la finale per il bronzo.
| Posizione | Posizione totale | Atleti                                                    | Nazione       | Tempo  | Gap    | Note |
| --------- | ---------------- | --------------------------------------------------------- | ------------- | ------ | ------ | ---- |
| 1 vs 8    |                  |                                                           |               |        |        |      |
| 1         | 2                | Jack Carlin Philip Hindes Jason Kenny                     | Regno Unito   | 43.434 |        | QG   |
| 2         | 6                | Ethan Mitchell Sam Webster Eddie Dawkins                  | Nuova Zelanda | 44.146 | +0.712 |      |
| 2 vs 7    |                  |                                                           |               |        |        |      |
| 1         | 3                | Alexander Sharapov Pavel Yakushevskiy Aleksandr Dubchenko | Russia        | 43.557 |        | QB   |
| 2         | 5                | Stefan Bötticher Maximilian Levy Joachim Eilers           | Germania      | 43.594 | +0.037 |      |
| 3 vs 6    |                  |                                                           |               |        |        |      |
| 1         | 4                | François Pervis Sébastien Vigier Michaël D'Almeida        | Francia       | 43.737 |        | QB   |
| 2         | 8                | Kazuki Amagai Yudai Nitta Kazunari Watanabe               | Giappone      | REL    |        |      |
| 4 vs 5    |                  |                                                           |               |        |        |      |
| 1         | 1                | Nils van 't Hoenderdaal Harrie Lavreysen Matthijs Büchli  | Paesi Bassi   | 43.234 |        | QG   |
| 2         | 7                | Pavel Kelemen Martin Čechman Robin Wagner                 | Rep. Ceca     | 44.559 | +1.325 |      |

### Finale
La finale è iniziata alle 20:36.
| Tempo                | Atleti                                                    | Nazione     | Tempo  | Gap    | Note |
| -------------------- | --------------------------------------------------------- | ----------- | ------ | ------ | ---- |
| Finale per l'oro     |                                                           |             |        |        |      |
| 1                    | Nils van 't Hoenderdaal Harrie Lavreysen Jeffrey Hoogland | Paesi Bassi | 42.727 |        | CR   |
| 2                    | Jack Carlin Ryan Owens Jason Kenny                        | Regno Unito | 43.231 | +0.504 |      |
| Finale per il bronzo |                                                           |             |        |        |      |
| 3                    | François Pervis Sébastien Vigier Quentin Lafargue         | Francia     | 43.373 |        |      |
| 4                    | Alexander Sharapov Pavel Yakushevskiy Aleksandr Dubchenko | Russia      | 43.584 | +0.211 |      |